# العلاقات البنمية الموريشيوسية
العلاقات البنمية الموريشيوسية هي العلاقات الثنائية التي تجمع بين بنما وموريشيوس.

## مقارنة بين البلدين
هذه مقارنة عامة ومرجعية للدولتين:
| وجه المقارنة                                              | بنما                      | موريشيوس                 |
| --------------------------------------------------------- | ------------------------- | ------------------------ |
| المساحة (كم2)                                             | 74.18 ألف                 | 2.04 ألف                 |
| عدد السكان (نسمة)                                         | 4.10 مليون                | 1.26 مليون               |
| الكثافة السكانية (ن./كم²)                                 | 55.27                     | 617.65                   |
| العاصمة                                                   | بنما                      | بورت لويس                |
| اللغة الرسمية                                             | اللغة الإسبانية           | لغة إنجليزية، لغة فرنسية |
| العملة                                                    | بالبوا بنمي، دولار أمريكي | روبي موريشي              |
| الناتج المحلي الإجمالي (بليون دولار)                      | 61.84 مليار               | 13.34 مليار              |
| الناتج المحلي الإجمالي (تعادل القوة الشرائية) بليون دولار | 87.37 مليار               | 25.36 مليار              |
| الناتج المحلي الإجمالي الاسمي للفرد دولار أمريكي          | 13.27 ألف                 | 9.25 ألف                 |
| الناتج المحلي الإجمالي للفرد دولار أمريكي                 | 20.89 ألف                 | 18.59 ألف                |
| مؤشر التنمية البشرية                                      | 0.780                     | 0.777                    |
| رمز المكالمات الدولي                                      | +507                      | +230                     |
| رمز الإنترنت                                              | .pa                       | .mu                      |
| المنطقة الزمنية                                           | 00                        | ت ع م+04:00              |

## منظمات دولية مشتركة
يشترك البلدان في عضوية مجموعة من المنظمات الدولية، منها:
| علم المنظمة | اسم المنظمة                               | تاريخ انضمام بنما | تاريخ انضمام موريشيوس |
| ----------- | ----------------------------------------- | ----------------- | --------------------- |
|             | يونسكو                                    | 10 يناير 1950     | 25 أكتوبر 1968        |
|             | الفريق المعني برصد الأرض                  | ?                 | ?                     |
|             | مؤسسة التمويل الدولية                     | 20 يوليو 1956     | 23 سبتمبر 1968        |
|             | المركز الدولي لتسوية المنازعات الاستشارية | 8 مايو 1996       | 2 يوليو 1969          |
|             | منظمة حظر الأسلحة الكيميائية              | ?                 | ?                     |
|             | مؤسسة التنمية الدولية                     | 1 سبتمبر 1961     | 23 سبتمبر 1968        |
|             | منظمة التجارة العالمية                    | ?                 | ?                     |
|             | وكالة ضمان الاستثمار متعدد الأطراف        | 21 فبراير 1997    | 28 ديسمبر 1990        |
|             | الاتحاد البريدي العالمي                   | ?                 | ?                     |
|             | منظمة الشرطة الجنائية الدولية             | ?                 | ?                     |
|             | الأمم المتحدة                             | 13 نوفمبر 1945    | 24 أبريل 1968         |
|             | الاتحاد الدولي للاتصالات                  | 14 يوليو 1914     | 30 أغسطس 1969         |
|             | البنك الدولي للإنشاء والتعمير             | 14 مارس 1946      | 23 سبتمبر 1968        |

## وصلات خارجية
- موقع وزارة الخارجية البنمية